# レスキューせんエリアスと海ではたらく仲間たち
『レスキューせんエリアスと海ではたらく仲間たち』（原題：Elias og Storegaps Hemmelighet ）は2017年のノルウェーのアニメ映画。「エリアス ちいさなレスキューせん」をはじめとしたノルウェーの人気テレビアニメシリーズ「エリアス」の通算3作目の劇場版である。

## 概要
シリーズの原案者の一人、シーグル・スロッテブレクは2007年にアニメ会社「Animando」を立ち上げた。会社は当時のエリアスの権利所有者であり2010年までに短編39話と長編2作品を制作したFilmkamerateneから権利を取得し、英語圏向けとしてキャラクターデザインや設定の一部を変更した新たな10分x52話の短編シリーズを制作した。その設定を基に制作された長編がこの作品である。2021年現在、以降の映像作品は公開されていないが、50の新しいエピソードが制作中であるともう一人の原作者アルフ・クヌートセンがインタビューで明かしている。
この作品はオリジナルシリーズを含めCGのクオリティが最高質のものになっており、特に波のアニメーションは海上レスキュー隊協力のもとで行われた観察を生かしている。
原語版ではゲストとして歌手のRAVIがレーサー役、双子少年ユニットのマルカス&マルティネスが本人（を模したボート）役として出演しており、彼らの歌も挿入されている。

## ストーリー
コージー湾のレスキュー船エリアスは嵐の中危険な地域"ブラックホール(Storegap)"での救助を成し遂げたため、大都市ビッグハーバーでの表彰式に招待され、しかも海のクイーンの希望でそこのレスキュー船として働くこととなる。しかしエリアスはギャングの1人、ステラと仲良くなって仕事をおろそかにしてしまった為クビになり、居場所をなくしてしまう。そんな時、彼はブラックホールでステラの友達が囚われ、違法採掘させられていることを知った。エリアスは仲間たちと再びレスキューの仕事に向かう。

## 日本での公開
日本では劇場公開はされず、本国公開から1年経った2018年11月2日に株式会社トランスフォーマーからDVDが発売された。吹替版制作陣はオリジナルシリーズから一新されている。

## キャスト
| 役名               | 原語版声優                     | 日本語吹き替え |
| ------------------ | ------------------------------ | -------------- |
| エリアス           | サムサヤ                       | 松本梨香       |
| ステラ             | ヘンリエッテ・ステーンストルプ | 北村幸子       |
| ジル               | ヘンリエッテ・ステーンストルプ | 岡本堂玄       |
| 海のクイーン       | アンドレア・ブレイン・ホヴィグ | 浅井晴美       |
| クレイニー         | アンドレア・ブレイン・ホヴィグ | かとう有花     |
| ブレンダ           |                                | かとう有花     |
| ヴィニー           | スヴェン・ロジャー・カールセン | 佐々木祐介     |
| ディッピー         | クリスティン・ホープ           | 川端しおり     |
| トローラー         | フレドリック・スティーン       | 菊池康弘       |
| ガル               | フレドリック・スティーン       | 西山慎哉       |
| クルーザー         | インヴェ・マッカーセン         |                |
| ゴリアテ           | デニス・ストロイ               |                |
| ビッグ・ブリンキー | アンダース・エイド             | 高橋ちんねん   |
| カーティー         |                                |                |
| スィフティー       |                                | 石井花奈       |
| ヘリナー           | マリー・ブロクハス             | 福乃愛         |
| グラバー           |                                | 西垣俊作       |
| ビリー・ボブ       |                                | 入倉敬介       |
| リトル・ジェーン   |                                | 高木友梨香     |
| ヘンリー           |                                | 庄司然         |
| ジェラルド         |                                | 御子神孝次     |
| ボビー             |                                | 河崎文亮       |
| テリー             |                                | 比嘉良介       |
| フラッシュ         |                                | 横山円香       |
| マルカス           | マルカス・グナーセン           | 横山円香       |
| マルティネス       | マルティネス・グナーセン       | 横山円香       |
| レーサー           | RAVI                           | 白井悠介       |

日本語版その他出演： 筒江千春、松端倫代

## スタッフ
- 原作：アルフ・クヌートセン、シーグル・スロッテブレク

- 監督：シーメン・アルスヴィク、ウィル・アシャースト

- 脚本：シーメン・アルスヴィク、カーステン・フルウ

- キャラクターデザイン：ハンス・ラヌム

- 音楽：ガウテ・ストラース

## 日本語版制作スタッフ
- 演出：サイトウユウ
- 翻訳：松本小夏（東北新社・映像テクノアカデミア）
- 録音・調整：稲垣聡（東洋レコーディング）
- 協力：大阪エンタテインメントデザイン専門学校
- 制作：チャンスイン

## 挿入歌
- Storbyrap - 歌：レーサー（RAVI/白井悠介）

- I Don’t Wanna Fall in Love - 歌：マルカス&マルティネス（既成曲の流用）
- Dance Pause - 歌：PANETOZ（既成曲の流用）

## 受賞
この作品は長編第2作「Elias og jakten på havets gull（日本未公開）」に続きノルウェーの優れた映画に送られるアマンダ賞（子供向け部門）を2018年に獲得した。

## トリビア
- ヘリコプターのヘリナーと喋るカモメが登場する唯一の長編作品である。
- 原語版の声優フレドリック・スティーン（トローラー役）とインヴェ・マーカッセン（クルーザー役）、デニス・ストロイ（ゴリアテ役）の3名はテレビシリーズ第1話「コージーわんへようこそ！」から今作までのそれぞれの持ち役の登場する全てのエピソードに出演した。また、ガウテ・ストラースも全ての映像作品において音楽として参加している。
- エリアスがブラスターバーグで丸一日停泊するシーンは長編第1作「Elias og Kongeskipet」（日本未公開）のオマージュ。